# 塞拉伦加-迪克雷阿
塞拉伦加-迪克雷阿（義大利語：Serralunga di Crea），是意大利亚历山德里亚省的一个市镇。总面积8.79平方公里，人口588人，人口密度66.9人/平方公里（2009年）。ISTAT代码为006159。